# 斯特凡·盖斯赖特
斯特凡·盖斯赖特（德語：Stefan Gaisreiter，1947年12月10日—），德国男子雪车运动员。他曾代表西德参加1968年和1972年冬季奥林匹克运动会雪车比赛，其中1972年冬季奥运会获得一枚铜牌。